# OptimFROG
OptimFROG – firmowy format bezstratnej kompresji dźwięku, zaprojektowany przez Florina Ghido.
Został zoptymalizowany pod względem bardzo wysokich możliwości kompresji, kosztem szybkości kodowania i dekodowania, i stale plasuje się wśród najbardziej kompresujących formatów bezstratnych. OptimFROG posiada trzy kompresory: bezstratny kodek LPCM w plikach WAV, zmiennoprzecinkowy kodek IEEE-754 w plikach WAV i trzeci kodek DualStream.
OptimFROG DualStream jest stratny, ale wypełnia przestrzeń pomiędzy percepcyjnym kodowaniem a bezstratnym kodowaniem tworząc plik korekcyjny. W połączeniu z głównym, stratnym plikiem, plik korekcyjny dopełnia go do bezstratnego. Dekodowanie bezstratne jest intensywne obliczeniowo i nie może być wykonywane w czasie rzeczywistym na przeciętnym sprzęcie. Konkurencyjne formaty WavPack, MPEG-4 SLS i DTS-HD Master Audio również oferują tworzenie plików korekcyjnych.
Pliki OptimFROG przetrzymują metadane w tagach APEv2 lecz możliwe jest korzystanie z ID3.